# Challenger of Dallas 2011
Il Challenger of Dallas 2011 è stato un torneo professionistico di tennis maschile giocato sul cemento indoor. È stata la 13ª edizione del torneo, che fa parte dell'ATP Challenger Tour nell'ambito dell'ATP Challenger Tour 2011. Si è giocato a Dallas negli USA dal 28 febbraio al 6 marzo 2011.

## Partecipanti

### Teste di serie
| Giocatore   | Nazionalità       | Ranking* | Testa di serie |
| ----------- | ----------------- | -------- | -------------- |
| Stati Uniti | Robert Kendrick   | 83       | 1              |
| Stati Uniti | Michael Russell   | 90       | 2              |
| Germania    | Björn Phau        | 92       | 3              |
| Germania    | Rainer Schüttler  | 95       | 4              |
| Germania    | Dustin Brown      | 103      | 5              |
| Stati Uniti | Ryan Sweeting     | 118      | 6              |
| Turchia     | Marsel İlhan      | 122      | 7              |
| Australia   | Marinko Matosevic | 135      | 8              |

- Ranking al 21 febbraio 2011.

### Altri partecipanti
Giocatori che hanno ricevuto una wild card:
- Denis Kudla
- Jack Sock
- Bernard Tomić
- Michael Yani

Giocatori passati dalle qualificazioni:
- Alexander Domijan
- Andrei Dăescu
- Jarmere Jenkins
- Philipp Simmonds

## Campioni

### Singolare
Alex Bogomolov Jr. hanno battuto in finale  Rainer Schüttler con il punteggio di 7–6(5), 6–3

### Doppio
Scott Lipsky /  Rajeev Ram hanno battuto in finale  Dustin Brown /  Björn Phau con il punteggio di 7–6(3), 6–4